# Peter Hohberger
Peter Hohberger (* 12. November 1939 in Biesnitz, Kreis Görlitz, Schlesien) ist ein deutscher Bildhauer. Er wird zu den Bildhauern der  Kunstrichtung „Nouvelle Ecole“ gezählt, die sich nach 1945 in Frankreich aus der Nouvelle École de Paris entwickelte. Hohberger fühlt sich der klassischen abendländischen Bildhauertradition hellenistischer Prägung verbunden.

## Leben
Hohbergers Großmutter war Porzellanmalerin, sein Vater technischer Zeichner. Die Mutter starb bei einem Bombenangriff auf Karlsbad, der Vater geriet in Kriegsgefangenschaft. Als Kind sudetendeutscher Eltern wurde er 1945 aus Karlsbad vertrieben und mit seinen Großeltern mütterlicherseits nach Westdeutschland ausgesiedelt. Neben seiner schauspielerischen Ausbildung in München verfolgte Hohberger die Bildhauerei.

## Dialog mit Künstlern
Neben dem Studium der Werke großer Meister an den Entstehungsorten in Europa und den USA sowie Studienreisen zu antiken Städten in Griechenland, in der Türkei und in Italien hat er den direkten Dialog mit erfolgreichen Bildhauern geführt. In Italien arbeitete er im Atelier des Bildhauers Augusto Murer in Padua. Fruchtbare Begegnungen hatte er mit dem Bildhauer Waldemar Fritsch (Ansbach) und Arno Breker (Paris). Fachgespräche und Gedankenaustausch bestätigten ihn auf seinem künstlerischen Weg, der Verbundenheit mit der klassischen Tradition der Plastik die Treue zu halten. So entstand der Zyklus „Faszination Antike“ mit einer Reihe von Skulpturen und Reliefs für die Themenfolge „Hommage a Homer“. Als Freund der Literatur pflegte Hohberger den Dialog mit europäischen Intellektuellen, darunter Ernst Jünger ab 1970 sowie Roger Peyrefitte, dem Grandmaster des Alexander-Ordens pour le Merite für Wissenschaft und Kunst (OAG).

## Werke

### Büsten
Porträtbüsten und Reliefs Erwachsener und Jugendlicher in verschiedenen Materialien:
- Dalai Lama, Tibet/Indien
- Felipe VI., Spanien
- Wilson Greatbatch, USA
- Thomas Mann, USA/Deutschland
- Karl Otto Mühl, Deutschland
- Louis-Ferdinand Céline, Frankreich
- Werner Ruhnau
- Monika Peitsch
- Elmar Weiler 2016
- Gerhard Wagner 2017, Rektor der Ruhr-Universität Bochum (2002–2006)
- Leo Branne, Schauspieler Österreich
- Willi Schowalter, Fabrikant Bayern

### Figuren
In seinem plastischen Gestalten werden drei Themenbereiche deutlich: die Befassung mit der Tradition der Antike, die zeitgenössische Porträtkunst und das Formen von Figuren nach einem lebenden Model. Diese Arbeiten haben Bezug zu großen Gegenwarts-Thema im 21. Jahrhundert: Europa. So nennt Hohberger auch eine seiner kraftvollen und erotischen Frauenakte „Europa“. Als Gegenstück zu dieser Darstellung modellierte er den „Schlafenden Jüngling“. Dieser ästhetischen Gestalt gibt er den Namen Endymion, in der griechischen Mythologie der Geliebte der Mondgöttin Selene, die später mit Artemis  gleichgesetzt wurde. In dem von Hohberger gestalteten „Torso der Venus“, „Torso der Eva“ oder „Torso des Adam“ sehen die Kunstliebhaber die Wiederentdeckung „zeitlos schöner Körperarchitekturen“ an Menschen unserer  Gegenwart.

## Ausstellungen
In Deutschland, Frankreich, Italien, USA:
- 1981 und in folgenden Jahren: Westdeutsche Kunstmesse und Art Cologne
- 1985 Galerie Marco, Bonn-Paris, Nouvelle Ecole
- 1986 NRW-Kunstkreis, Nörvenich
- 1987 Edition Art 204, Paris
- 1989 West-Art-Gallery, Amherst, N.Y., USA
- 1994 Museum of European Art, Clarence, N.Y., USA
- 1995 Boge Inc, Brookline (Massachusetts), USA
- 2006 Salon D’Automne Paris, Force Vitale, Frankreich
- 2007 La Galerie Thuillier, Paris
- 2007  Museo Murer, Falcade, Italien
- 2013 Skulpturen und Bilder, Museums-Collection, Museum Europäischer Kunst
- 2016 Griechische Impressionen: Das Große Blau (Bilder), Edition Marco-VG, Bonn
- 2017 Peter Hohberger: „Auferstehung der Antike“, Patronat Bundesministerin Barbara Hendricks, „Galerie Nr. 6“ Bedburg-Hau.[4]
- 2018 Peter Hohberger: Kleine Werke großer Meister: mit Dali, Ernst Fuchs, Chagall und Picasso., Marco-Edition, Bonn[5]
- 2019 Jubiläums-Ausstellung „Hommage a Hohberger“ zum 80. Geburtstag, Galerie Nr. 6, Look/Werschmann, Bedburg-Hau[6]

## Werke im öffentlichen Raum
Arbeiten Hohbergers befinden sich im öffentlichen Raum in Deutschland und in den USA. Dazu gehören die „Gedenksäule Dalai Lama“ in der Freilichtausstellung im Museum Europäischer Kunst auf Schloss Nörvenich (Kreis Düren) und die Bronze „Blumen-Nymphe“ im Gestaltungsbereich Burggraben und Park von Schloss Nörvenich. Im öffentlichen „Alexander-Garden“ zu Ehren von Alexander dem Großen in Clarence/Buffalo (USA) steht die überlebensgroße Porträtbüste des Wissenschaftlers Wilson Greatbatch (Erfinder des Herzschrittmachers).
Das Museum Europäischer Kunst in Nörvenich präsentierte seit 2014 ständig Werke von Peter Hohberger in der Dauerausstellung. Zum  80. Geburtstag des Bildhauers eröffnete das Museum 2019 einen „Peter-Hohberger-Saal“ zur Ausstellung von Unikaten des Künstlers und Werken seiner Künstlerfreunde.